# Marc Bonilla
Marc Bonilla (3 de julio de 1955 en California, Estados Unidos) es un guitarrista y compositor. Ha trabajado con artistas y bandas como Keith Emerson, Ronnie Montrose, Glenn Hughes, David Coverdale y Kevin Gilbert. También aparece en el álbum tributo a Emerson, Lake & Palmer llamado Encores, Legends & Paradoxde 1999. Ha lanzado algunos álbumes como solista, entre ellos los reconocidos EE Ticket (Reprise, 1991) y American Matador (Warner Brothers, 1993), el cual incluye un cover de las canciones "A Whiter Shade of Pale" (Procol Harum) y "I Am the Walrus" (The Beatles) con el guitarrista Ronnie Montrose como músico invitado. También ha hecho parte de la grabación de algunas bandas sonoras de reconocidas películas como El Rey Escorpión (2002) y Iron Man 2 (2010).

## Discografía

### Solista
- 1991: EE Ticket
- 1993: American Matador
- 1999: Encores, Legends and Paradox

### Glenn Hughes
- 1996: Addiction
- 1999: The Way It Is,

### Bobby Gaylor
- 2000: Fuzzatonic Scream

### Keith Emerson
- 2009: Keith Emerson Band Featuring Marc Bonilla
- 2010: Moscow
- 2012: Three Fates Project

### Keith Emerson - Glenn Hughes - Marc Bonilla
- 2009: Boys Club Live From California

### Bandas Sonoras
- 1992: Diggstown
- 2000: The Replacements
- 2002: The Scorpion King
- 2002: Mother Ghost
- 2010: Iron Man 2
- 2011: Green Lantern
- 2012: The Bourne Legacy